# Synowódzko Niżne
Synowódzko Niżne (ukr. Нижнє Синьовидне) – wieś na Ukrainie, w rejonie stryjskim (do 2020 roku w rejonie skolskim) obwodu lwowskiego. Wieś liczy 1113 mieszkańców.
Znajduje tu się przystanek kolejowy Synowódzko Niżne, położony na linii Lwów – Stryj – Batiowo.

## Historia
Wieś Synowucko Niże położona na przełomie XVI i XVII wieku w powiecie stryjskim ziemi przemyskiej województwa ruskiego, wieś Sienowocko Niżne w drugiej połowie XVII wieku należał do starostwa stryjskiego.
W II Rzeczypospolitej do 1934 roku samodzielna gmina jednostkowa, następnie należała do zbiorowej wiejskiej gminy Synowódzko Wyżne. Początkowo w powiecie skolskim, a od 1932 roku w powiecie stryjskim w woj. stanisławowskiem. Po wojnie wieś weszła w struktury administracyjne Związku Radzieckiego.
W czasie okupacji niemieckiej Józef i Paulina Matusiewicz oraz córka Emilia Matusiewicz-Młot, udzieli pomocy i opieki Anicie Eckstein z d. Helfgott. Rodzina Matusiewiczów została uhonorowana medalem Sprawiedliwy wśród Narodów Świata.